# Cake Browser
Cake Browser (lit. Cake navigateur web) est un navigateur Web mobile basé sur le balayage tactile développé par Cake Technologies Inc., une start-up technologique américaine fondée en 2016 à Provo dans l'Utah. Le navigateur Cake affiche les résultats des recherches effectuées directement sous forme de pages web au lieu d'une liste de liens cliquables. Les résultats peuvent être glissées sur l'écran y compris pour la recherche d'images, de vidéos, d'actualités et d'achats. En 2017, Cake a été lancé sur les marchés australien, canadien, néo-zélandais et taiwanais et a été lancé dans le reste du monde l'année d'après. Cette même année la start-up technologique a annoncé avoir eu un financement de 5 million $ USD de la part de Peak Ventures, Pelion Venture Partners et Kickstart Seed Fund.